# Таращенко, Виталий Васильевич
Виталий Васильевич Таращенко (5 августа 1947) — советский и российский певец (тенор). Народный артист Российской Федерации (1998). Солист Московского академического музыкального театра имени К. С. Станиславского и В. И. Немировича-Данченко (1978-1992) и солист Большого театра (1992-2015).

## Биография
Виталий Таращенко родился в Киргизской ССР 5 августа 1944 году. Изнчально музыкальное образование стал получать, проходя обучение во Львовском музыкальном училище. Затем продолжил обучаться музыке в Московской государственной консерватории им. П. И. Чайковского. Являлся студентом профессора Гуго Тица. В 1979 году успешно окончил обучение в консерватории и получил диплом. В сезоне 1982-1983 годов Виталий Таращенко стажировался в Италии в Милане у педагога Джульетты Симионато. Обучение проходил в Школе усовершенствования профессионального мастерства молодых певцов.
С 1978 по 1992 годы артист Таращенко выступал в оперной труппе Московского академического музыкального театра им. Станиславского и Немировича-Данченко. В 1992 году вошёл в оперную труппа Большого театра.
В репертуаре Виталия Таращенко – «Иоланта» (Водемон), «Пиковая дама» (Герман), «Мазепа» (Андрей), «Паяцы» (Пеппе),«Князь Игорь» (Владимир Игоревич), «Сельская честь» (Туридду), «Борис Годунов» (Шуйский), «Евгений Онегин» (Ленский), «Франческа да Римини» (Паоло), «Аида» (Радамес), «Тоска» (Каварадосси),  «Алеко» (Молодой цыган), «Турандот» (Калаф), «Набукко» (Измаил), «Сказание о невидимом граде Китеже и деве Февронии» (Гришка Кутерьма) и многие другие партии в оперных произведениях.
В 1982 году артист был удостоен награды II премией Международного конкурса вокалистов, который проходил в Будапеште, а также получил специальный приз за исполнение на венгерском языке.
В 1995 году он принял участие в премьере первой в истории Большого театра постановки оперы «Хованщина» в редакции Д. Шостаковича, где исполнил партию Андрея Хованского.

## Награды и звания
- 1992 — «Заслуженный артист Российской Федерации» (24 июня 1992) - за заслуги в области искусства
- 1998 — «Народный артист Российской Федерации» (4 июля 1998).
- 1982 — II премия Международного конкурса вокалистов и приз зрительских симпатий.
- Заслуженный деятель культуры Польши.

## Дискография
- «Иоланта» П. Чайковского (дирижер Владимир Дельман, Bmg Ricordi, 1994);
- «Алеко» С. Рахманинова (дирижер А. Чистяков, Le Chant du Monde, 1994);
- «Франческа да Римини» С. Рахманинова (дирижер Андрей Чистяков, Russian Season, 1994);
- «Майская ночь» Н. Римского-Корсакова (дирижер Андрей Чистяков, Russian Season, 1995);
- «Пиковая дама» П. Чайковского (дирижер Владимир Федосеев, Relief, 2002).